# GDDR6
GDDR6 (англ. Graphics Double Data Rate) — 6-е поколение памяти DDR SDRAM, предназначенной для обработки графических данных (видеопамять) и для приложений, требующих высокой производительности. GDDR6 является графическим решением следующего поколения среди стандартов памяти JEDEC и может работать до двух раз быстрее, чем GDDR5, при этом её рабочее напряжение снижено на 10 %.
Также одной из отличительных особенностей новой памяти является работа каждой микросхемы в двухканальном режиме.
GDDR6 считается одним из необходимых видеопамять-решений для памяти в таких растущих отраслях, как ИИ (искусственный интеллект), VR (виртуальная реальность), автомобили с автопилотом и дисплеи высокой чёткости с разрешением более 4K для обеспечения высокого уровня визуализации (отображения), необходимого в этих отраслях.

## Разработка
23 апреля 2017 года компания «SK Hynix» представила память GDDR6 для видеокарт с объёмом модуля (чипа) 1 ГБ с использованием 20-нм технологического процесса.
На конференции «GPU Technology Conference» (GTC) «Hynix» привела технические спецификации для чипов ёмкостью 2 ГБ на чип.
Пропускная способность одного контакта составляет 2 ГБ/с, что быстрее GDDR5X и GDDR5 и является максимальным в индустрии графических карт по состоянию на октябрь 2017; в случае 384-битного интерфейса пропускная способность памяти составляет 768 ГБ/с. Более высокая плотность упаковки памяти является ещё одним преимуществом GDDR6 по сравнению с GDDR5X, для которой максимум составляет 1 ГБ на чип.
Hynix объявила, что планирует начать массовое производство GDDR6 для новых видеокарт в начале 2018 года.
SK Hynix объявила в апреле 2017 года, что ее чипы GDDR6 будут производиться по 21-нм техпроцессу и иметь на 10 % более низкое напряжение, чем GDDR5. Ожидалось, что чипы SK Hynix будут иметь скорость передачи 14–16 Гбит/с. Ожидалось, что первые графические карты, использующие оперативную память SK Hynix GDDR6, будут использовать 12 ГБ оперативной памяти с 384-битной шиной памяти, обеспечивающей пропускную способность — 768 ГБ/с. SK Hynix начала массовое производство в феврале 2018 года с чипами 8 Гбит и скоростью передачи данных от 10 до 14 Гбит/с на чип.
Nvidia официально анонсировала первые потребительские видеокарты, использующие GDDR6: GeForce RTX 2080 Ti , RTX 2080 и RTX 2070 на базе Turing 20 августа 2018 года, RTX 2060 6 января 2019 года и GTX 1660 Ti февраль 2019. Память GDDR6 от Samsung Electronics также используется для серии Quadro RTX на базе Turing. Серия RTX 20 первоначально была запущена с чипами памяти Micron, а затем к ноябрю 2018 года перешла на чипы Samsung.
10 июня 2019 года AMD официально анонсировала выпуск Radeon RX 5700 , 5700 XT и 5700 XT 50th Anniversary Edition. Эти графические процессоры Navi 10 используют 8 ГБ памяти GDDR6.
На смену стандарта пришёл новый стандарт GDDR7.

## Применение
Микросхемы GDDR6 используются в видеоускорителях NVidia серий GeForce 20 (Turing), продажа которых началась осенью 2018 года, также в серии GeForce 16 (за исключением GTX 1660 и некоторых GTX 1650 — они используют GDDR5), и Quadro RTX.
Видеоускорители AMD используют GDDR6 в моделях Radeon RX 5700 и 5700 XT, представленных 10 июня 2019 года. В них применяется 8 ГБ памяти GDDR6.
AMD использует GDDR6 в серии Radeon RX 5000 (RDNA), первые видеоускорители которой поступили в продажу в 2019 году, а также серии Radeon RX 6000 (RDNA 2).

## GDDR6X
Компания Micron разработала GDDR6X в тесном сотрудничестве с Nvidia. GDDR6X SGRAM всё еще не была стандартизирована JEDEC. Nvidia является единственным партнером Micron по запуску GDDR6X. GDDR6X предлагает увеличенную пропускную способность на вывод между 19–21 Гбит/с с PAM4, позволяя передавать два бита на символ и заменяя более раннее кодирование NRZ (PAM2), которое обеспечивало только один бит на символ, тем самым ограничивая пропускная способность GDDR6 на вывод до 16 Гбит / с. Первыми видеокартами, использующими GDDR6X, стали видеокарты Nvidia GeForce RTX 3080 и 3090. PAM4 не нова, но ее реализация стоит дороже, отчасти потому, что она требует больше места в микросхемах и более подвержена проблемам с отношением сигнал-шум (SNR), что в основном ограничивает ее использование высокоскоростными сетями (такими как Ethernet 200G). GDDR6X потребляет на 15 % меньше энергии на передаваемый бит, чем GDDR6, но общее энергопотребление выше, поскольку GDDR6X быстрее, чем GDDR6. В среднем PAM4 потребляет меньше энергии и использует меньше контактов, чем дифференциальная сигнализация, но при этом работает быстрее, чем NRZ. Считается, что GDDR6X дешевле памяти с высокой пропускной способностью (HBM).
На данный момент эта память используется в видеокартах Nvidia GeForce RTX 30xx серии(начиная с 3060 Ti(но исключая 3070)) и 40xx серии (начиная с 4070)

## GDDR6W
Компания Samsung объявила о разработке GDDR6W 29 ноября 2022 года.
Её улучшения по сравнению с GDDR6:
- Более высокая скорость передачи на контакт 22 Гбит / с
- Удвоение емкости пакета с 16 Гб до 32 Гб
- Удвоенное количество контактов ввода/вывода с 32 до 64.
- На 36 % меньше толщина (на 0,7 мм по сравнению с 1,1 мм благодаря использованию разветвленной упаковки на уровне пластины (FOWLP))